# Туко-туко
Туко-туко (Ctenomys) — рід південноамериканських гризунів, що виділяється в окрему родину тукотукових.
На даний час до родини відносять 60 видів, що об'єднуються в рід Ctenomys. Назву роду «Ctenomys» можна перекласти з латинської мови як «миша з гребнями». Великій різноманітності видів сприяє мозаїчність ареалу — на більшості його ділянок туко-туко живуть ізольованими популяціями. Викопні залишки відносять появу тукотукових до раннього пліоцену. Мабуть, найближчими родичами тукотукових є гризуни з родини віскашевих.

## Зовнішній вигляд
Туко-туко — невеликі гризуни, вага знаходиться в діапазоні 100–700 г. Довжина тіла 17—25 см, хвоста 6—8 см. Морфологічні ознаки показують високий ступінь пристосованості до підземного способу життя. У туко-туко важка, масивна статура; велика, широка голова на короткій, товстій шиї. Очі невеликі, розташовані високо на голові; вушні раковини сильно зредуковані. Кінцівки короткі, м'язисті; передні кінцівки дещо коротші ніж задні. Стопи лап 5-палі, озброєні довгими, могутніми кігтями (сильніше розвинені на передніх лапах). Стопа облямована щіткою жорсткого щетінковидного волосся, яке збільшує її поверхню і служить гребенем при чищенні хутра. Хвіст короткий, товстий, покритий рідкісним коротким волоссям. Волосяний покрив різної висоти і довжини. Його забарвлення темно- або світло-коричневе, темно-сірувато-жовте або темно-жовте. У самки 3 пари сосків. Зубів 20; характерні великі, могутні різці. В цілому, туко-туко нагадують північноамериканських гоферів, але у них відсутні защічні мішки. Зубна формула: I 1/1, C 0/0, P 1/1, M 3/3; третій моляр рудиментний.

## Спосіб життя
Туко-туко мешкають в помірній і субтропічній зонах Південної Америки — від південного Перу і Мату-Гросу (Бразилія) до Вогняної Землі. У горах піднімаються на висоту до 5000 м над рівнем моря, воліючи триматися високогірних неосвоєних людиною ділянок. Ведуть підземний спосіб життя, будуючи складні розгалужені системи ходів з камерами гнізд, коморами і убиральнями. Для будівництва туко-туко віддають перевагу рихлим або піщаним ґрунтам. Водяний туко-туко (Ctenomys lewisi) будує нори по берегах водоймищ і, ймовірно, веде напівводний спосіб життя. Риють туко-туко в основному не передніми лапами, а різцями, потім відгортаючи землю задніми лапами. При небезпеці туко-туко швидко і вправно задкують углиб нори задом наперед — хвіст виступає у них органом дотику.
Активні туко-туко у вечірні та ранні ранкові години. Селяться зазвичай колоніями, оскільки ділянок ґрунтів, зручних для туко-туко, небагато. У сприятливих умовах на ділянці 1 км² живуть разом до 200 особин. Проте одну нору зазвичай займає одиночний звір або самка з молодняком. Свою назву отримали за характерні гучні крики «туку-туку-туко» або «тлок-ток-тлок», що застерігають інших тварин про небезпеку. Харчуються звірі в основному підземними, соковитими частинами рослин і стеблами, які можуть затягувати вниз під землю. Туко-туко завдають деякої шкоди посівам і плантаціям, ушкоджуючи коріння культурних рослин.
Протягом року у самки зазвичай буває один виводок з 1—5 дитинчатами. Вагітність триває 103–107 днів. Новонароджені добре розвинені, і вже через декілька днів можуть різноманітити молочну дієту рослинною їжею. У віці близько року вони стають статевозрілими. Тривалість життя в природі становить 3 роки.

## Систематика
- Родина Ctenomyidae (Тукотукові)
  - Рід Ctenomys (Туко-туко)
    - Вид Ctenomys argentinus (Туко-туко аргентинський)
    - Вид Ctenomys australis (Туко-туко південний)
    - Вид Ctenomys azarae (Туко-туко Азара)
    - Вид Ctenomys bergi (Туко-туко Берга)
    - Вид Ctenomys boliviensis (Туко-туко болівійський)
    - Вид Ctenomys bonettoi (Туко-туко Бонетто)
    - Вид Ctenomys brasiliensis (Туко-туко бразильський)
    - Вид Ctenomys budini (Туко-туко Будіна)
    - Вид Ctenomys colburni (Туко-туко Колбурна)
    - Вид Ctenomys coludo (Туко-туко пунтільський)
    - Вид Ctenomys conoveri (Туко-туко Коновера)
    - Вид Ctenomys coyhaiquensis (Туко-туко кояікський)
    - Вид Ctenomys dorbignyi (Туко-туко д'Орбіньї)
    - Вид Ctenomys dorsalis (Туко-туко чакський)
    - Вид Ctenomys eileenae
    - Вид Ctenomys emilianus (Туко-туко Емілі)
    - Вид Ctenomys famosus (Туко-туко Фаматіни)
    - Вид Ctenomys flamarioni (Туко-туко дюнний)
    - Вид Ctenomys fochi (Туко-туко Фоша)
    - Вид Ctenomys fodax (Туко-туко Лаґо-Бланко)
    - Вид Ctenomys frater (Туко-туко лісовий)
    - Вид Ctenomys fulvus (Туко-туко коричневий)
    - Вид Ctenomys goodfellowi (Туко-туко Ґудфелоу)
    - Вид Ctenomys haigi (Туко-туко Хейґа)
    - Вид Ctenomys heniacamiare
    - Вид Ctenomys johannis (Туко-туко сан-хуанський)
    - Вид Ctenomys juris (Туко-туко жужуйський)
    - Вид Ctenomys knighti (Туко-туко Катамарки)
    - Вид Ctenomys lami (Туко-туко Ламі)
    - Вид Ctenomys latro (Туко-туко крапчастий)
    - Вид Ctenomys leucodon (Туко-туко білозубий)
    - Вид Ctenomys lewisi (Туко-туко Льюїса)
    - Вид Ctenomys magellanicus (Туко-туко магелановий)
    - Вид Ctenomys maulinus (Туко-туко Мауле)
    - Вид Ctenomys mendocinus (Туко-туко Мендоси)
    - Вид Ctenomys miguelchristie
    - Вид Ctenomys minutus (Туко-туко крихітний)
    - Вид Ctenomys occultus (Туко-туко потайний)
    - Вид Ctenomys opimus (Туко-туко високогірний)
    - Вид Ctenomys osvaldoreigi (Туко-туко Райга)
    - Вид Ctenomys pearsoni (Туко-туко Пірсона)
    - Вид Ctenomys perrensi (Туко-туко Гойї)
    - Вид Ctenomys peruanus (Туко-туко перуанський)
    - Вид Ctenomys pilarensis (Туко-туко Пілара)
    - Вид Ctenomys pontifex (Туко-туко Сан-Луїса)
    - Вид Ctenomys porteousi (Туко-туко Портеауса)
    - Вид Ctenomys pulcer
    - Вид Ctenomys pundti (Туко-туко Пундта)
    - Вид Ctenomys rionegrensis (Туко-туко Ріо-Негро)
    - Вид Ctenomys roigi (Туко-туко Ройга)
    - Вид Ctenomys saltarius (Туко-туко Сальти)
    - Вид Ctenomys scagliai (Туко-туко Скаглії)
    - Вид Ctenomys sericeus (Туко-туко оксамитовий)
    - Вид Ctenomys sociabilis (Туко-туко соціальний)
    - Вид Ctenomys steinbachi (Туко-туко Штайнбаха)
    - Вид Ctenomys sylvanus (Туко-туко деревний)
    - Вид Ctenomys talarum (Туко-туко Таласа)
    - Вид Ctenomys terraplen
    - Вид Ctenomys torquatus (Туко-туко Торквато)
    - Вид Ctenomys tuconax (Туко-туко кремезний)
    - Вид Ctenomys tucumanus (Туко-туко Тукумана)
    - Вид Ctenomys tulduco (Туко-туко Сьєрра-дель-Тонталь)
    - Вид Ctenomys validus (Туко-туко сильний)
    - Вид Ctenomys viperinus (Туко-туко Віпоса)
    - Вид Ctenomys yolandae (Туко-туко Йоланди)
    - Вид Ctenomys uco
    - Вид Ctenomys verzi